# Primera División de Paraguay
Primera División de Paraguay, competiție cunoscută și cu numele de Primera División sau Copa TIGO (din motive de sponsorizare) este primul eșalon din sistemul competițional fotbalistic din Paraguay.

## Echipele sezonului 2010
- 3 de Febrero
- Cerro Porteño
- Libertad
- Nacional
- Olimpia
- Rubio Ñú
- Sol de América
- Sport Colombia
- Sportivo Luqueño
- Sportivo Trinidense
- Tacuary

## Titluri după echipe
| Echipă           | Nr. de titluri | Locul secund |
| ---------------- | -------------- | ------------ |
| Olimpia          | 38             | 19           |
| Cerro Porteño    | 28             | 25           |
| Libertad         | 14             | 20           |
| Guaraní          | 10             | 12           |
| Nacional         | 7              | 9            |
| Sol de América   | 2              | 12           |
| Sportivo Luqueño | 2              | 4            |
| Presidente Hayes | 1              | 0            |
| Atlántida        | 0              | 3            |
| River Plate      | 0              | 3            |
| 12 de Octubre    | 0              | 1            |

## Lista campioanelor

### Era amatorilor
| - 1906 Guaraní - 1907 Guaraní - 1908 nu s-a disputat - 1909 Nacional - 1910 Libertad - 1911 Nacional - 1912 Olimpia - 1913 Cerro Porteño - 1914 Olimpia - 1915 Cerro Porteño - 1916 Olimpia | - 1917 Libertad - 1918 Cerro Porteño - 1919 Cerro Porteño - 1920 Libertad - 1921 Guaraní - 1922 nu s-a disputat - 1923 Guaraní - 1924 Nacional - 1925 Olimpia - 1926 Nacional | - 1927 Olimpia - 1928 Olimpia - 1929 Olimpia - 1930 Libertad - 1931 Olimpia - 1932 nu s-a disputat - 1933 nu s-a disputat - 1934 nu s-a disputat |

### Era profesionistă
| - 1935 Cerro Porteño - 1936 Olimpia - 1937 Olimpia - 1938 Olimpia - 1939 Cerro Porteño - 1940 Cerro Porteño - 1941 Cerro Porteño - 1942 Nacional - 1943 Libertad - 1944 Cerro Porteño - 1945 Libertad - 1946 Nacional - 1947 Olimpia - 1948 Olimpia - 1949 Guaraní - 1950 Cerro Porteño - 1951 Sportivo Luqueño - 1952 Presidente Hayes - 1953 Sportivo Luqueño - 1954 Cerro Porteño - 1955 Libertad - 1956 Olimpia - 1957 Olimpia - 1958 Olimpia - 1959 Olimpia - 1960 Olimpia - 1961 Cerro Porteño | - 1962 Olimpia - 1963 Cerro Porteño - 1964 Guaraní - 1965 Olimpia - 1966 Cerro Porteño - 1967 Guaraní - 1968 Olimpia - 1969 Guaraní - 1970 Cerro Porteño - 1971 Olimpia - 1972 Cerro Porteño - 1973 Cerro Porteño - 1974 Cerro Porteño - 1975 Olimpia - 1976 Libertad - 1977 Cerro Porteño - 1978 Olimpia - 1979 Olimpia - 1980 Olimpia - 1981 Olimpia - 1982 Olimpia - 1983 Olimpia - 1984 Guaraní - 1985 Olimpia - 1986 Sol de América - 1987 Cerro Porteño - 1988 Olimpia | - 1989 Olimpia - 1990 Cerro Porteño - 1991 Sol de América - 1992 Cerro Porteño - 1993 Olimpia - 1994 Cerro Porteño - 1995 Olimpia - 1996 Cerro Porteño - 1997 Olimpia - 1998 Olimpia - 1999 Olimpia - 2000 Olimpia - 2001 Cerro Porteño - 2002 Libertad - 2003 Libertad - 2004 Cerro Porteño - 2005 Cerro Porteño - 2006 Libertad - 2007 Libertad - 2008 Libertad [A] - 2008 Libertad [C] - 2009 Cerro Porteño [A] - 2009 Nacional [C] - 2010 Guaraní [A] |

[A] indică campioanele din competiția Apertura, [C] din Clausura

## Golgeteri după ani

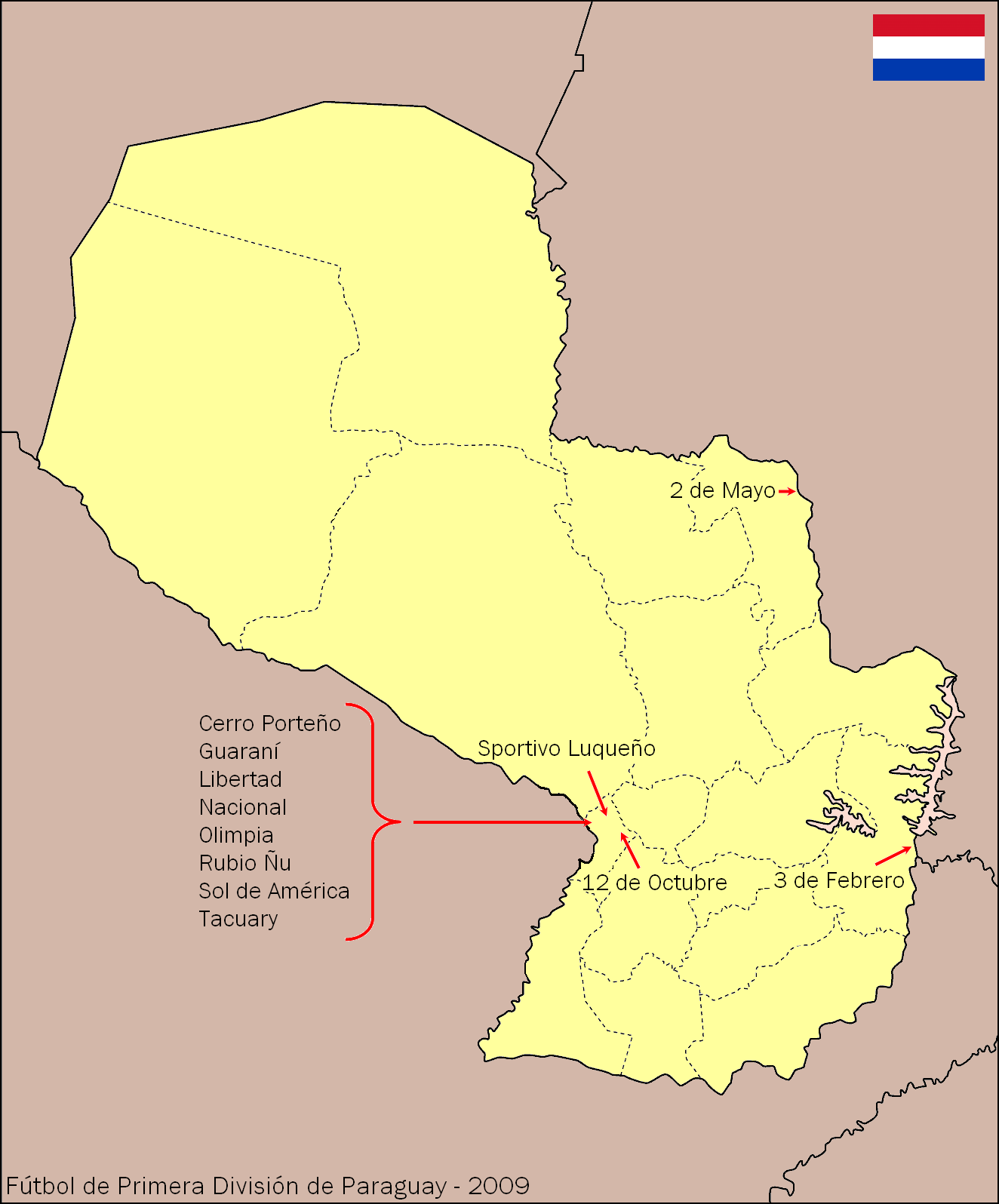
Harta cu echipele participante pe orașe în 2009

Următoarea listă conține numai golgeterii din era profesionistă.
De asemenea, din 2008 Asociația Paraguayană de Fotbal acordă două titluri pe an; unul pentru competiția Apertura și altul pentru competiția Clausura. 
- [A] = Apertura
- [C] = Clausura
- [O] = Golgeter per total

| An       | Jucători                               | Club                                      | Goluri |
| -------- | -------------------------------------- | ----------------------------------------- | ------ |
| 1935     | Pedro Osorio                           | Cerro Porteño                             | 18     |
| 1936     | Flaminio Silva                         | Olimpia                                   | 34     |
| 1937     | Francisco Sosa                         | Cerro Porteño                             | 21     |
| 1938     | Martín Flor Amado Salinas              | Cerro Porteño Libertad                    | 17     |
| 1939     | Teófilo Salinas                        | Libertad                                  | 28     |
| 1940     | José Vinsac                            | Cerro Porteño                             | 30     |
| 1941     | Benjamín Laterza Fabio Franco          | Cerro Porteño Nacional                    | 18     |
| 1942     | Francisco Sosa                         | Cerro Porteño                             | 23     |
| 1943     | Atilio Mellone                         | Guaraní                                   | 27     |
| 1944     | Porfirio Rolón Sixto Noceda            | Libertad Presidente Hayes                 | 18     |
| 1945     | Porfirio Rolón                         | Libertad                                  | 18     |
| 1946     | Leocadio Marín                         | Olimpia                                   | 26     |
| 1947     | Leocadio Marín                         | Olimpia                                   | 27     |
| 1948     | Fabio Franco                           | Nacional                                  | 24     |
| 1949     | Darío Jara Saguier                     | Cerro Porteño                             | 18     |
| 1950     | Darío Jara Saguier                     | Cerro Porteño                             | 18     |
| 1951     | Antonio Ramón Gómez                    | Libertad                                  | 19     |
| 1952     | Antonio Ramón Gómez Rubén Fernández    | Libertad                                  | 16     |
| 1953     | Antonio Acosta                         | Presidente Hayes                          | 15     |
| 1954     | Máximo Rolón                           | Libertad                                  | 24     |
| 1955     | Máximo Rolón                           | Libertad                                  | 25     |
| 1956     | Máximo Rolón                           | Libertad                                  | 23     |
| 1957     | Juan Bautista Agüero                   | Olimpia                                   | 14     |
| 1958     | Juan Bautista Agüero                   | Olimpia                                   | 16     |
| 1959     | Ramón Rodríguez                        | River Plate                               | 17     |
| 1960     | Gilberto Penayo                        | Cerro Porteño                             | 18     |
| 1961     | Justo Pastor Leiva                     | Guaraní                                   | 17     |
| 1962     | Cecilio Martínez                       | Nacional                                  | 19     |
| 1963     | Juan Cabañas                           | Libertad                                  | 17     |
| 1964     | Genaro García A. Jara Antonio González | Guaraní Sol de América Rubio Ñú           | 8      |
| 1965     | Genaro García                          | Guaraní                                   | 15     |
| 1966     | Celino Mora                            | Cerro Porteño                             | 14     |
| 1967     | Sebastián Fleitas Miranda              | Libertad                                  | 18     |
| 1968     | Pedro Antonio Cibils                   | Libertad                                  | 13     |
| 1969     | Benicio Ferreira                       | Olimpia                                   | 13     |
| 1970     | Saturnino Arrúa                        | Cerro Porteño                             | 19     |
| 1971     | Cristóbal Maldonado                    | Libertad                                  | 11     |
| 1972     | Saturnino Arrúa                        | Cerro Porteño                             | 17     |
| 1973     | Mario Beron Clemente Rolón             | Cerro Porteño River Plate                 | 15     |
| 1974     | Mario Beron Fermín Cabrera             | Cerro Porteño Sportivo Luqueño            | 10     |
| 1975     | Hugo Kiesse                            | Olimpia                                   | 12     |
| 1976     | Arsenio Meza                           | River Plate                               | 11     |
| 1977     | Gustavo Fanego                         | Guaraní                                   | 12     |
| 1978     | Enrique Villalba                       | Olimpia                                   | 10     |
| 1979     | Edgar Ozuna                            | Capitán Figari                            | 10     |
| 1980     | Miguel Michelagnoli                    | Olimpia                                   | 11     |
| 1981     | Eulalio Mora                           | Guaraní                                   | 9      |
| 1982     | Pedro Fernánez                         | River Plate                               | 13     |
| 1983     | Rafael Bobadilla                       | Olimpia                                   | 14     |
| 1984     | Amancio Mereles Milciades Morel        | Cerro Porteño                             | 12     |
| 1985     | Adriano Samaniego                      | Olimpia                                   | 19     |
| 1986     | Félix Ricardo Torres                   | Sol de América                            | 13     |
| 1987     | Félix Brítez Román                     | Cerro Porteño                             | 11     |
| 1988     | Raúl Vicente Amarilla                  | Olimpia                                   | 17     |
| 1989     | Jorge López                            | San Lorenzo                               | 16     |
| 1990     | Buenaventura Ferreira Romerito         | Libertad / Cerro Porteño Sportivo Luqueño | 17     |
| 1991     | Carlos Luis Torres Lilio Torales       | Olimpia Atl. Colegiales                   | 12     |
| 1992     | Felipe Nery Franco                     | Libertad                                  | 13     |
| 1993     | Francisco Ferreira                     | Sportivo Luqueño                          | 13     |
| 1994     | Héctor Núñez                           | Cerro Porteño                             | 27     |
| 1995     | Héctor Núñez                           | Cerro Porteño                             | 17     |
| 1996     | Arístides Rojas                        | Guaraní                                   | 22     |
| 1997     | Luis Molinas                           | Nacional / Tembetary                      | 13     |
| 1998     | Mauro Caballero                        | Olimpia                                   | 21     |
| 1999     | Gauchinho                              | Cerro Porteño                             | 22     |
| 2000     | Francisco Ferreira                     | Cerro Porteño                             | 23     |
| 2001     | Mauro Caballero                        | Cerro Porteño / Libertad                  | 13     |
| 2002     | Juan Samudio                           | Libertad                                  | 23     |
| 2003     | Erwin Avalos                           | Cerro Porteño                             | 16     |
| 2004     | Juan Samudio                           | Libertad                                  | 22     |
| 2005     | Dante López                            | Nacional / Olimpia                        | 21     |
| 2006     | Hernán Rodrigo López                   | Libertad                                  | 27     |
| 2007     | Fabio Ramos Pablo Zeballos             | Nacional Sol de América                   | 15     |
| 2008 [A] | Fabio Escobar                          | Nacional                                  | 13     |
| 2008 [C] | Edgar Benítez                          | Sol de América                            | 14     |
| 2008 [O] | Edgar Benítez                          | Sol de América                            | 20     |
| 2009 [A] | Pablo Velázquez                        | Rubio Ñú                                  | 16     |
| 2009 [C] | Cesar Cáceres Cañete                   | Guaraní                                   | 11     |
| 2009 [O] | Pablo Velázquez                        | Rubio Ñú                                  | 26     |